# Шевченка (Пологівський район)
Шевче́нка — село в Україні, у Федорівській сільській громаді Пологівського району Запорізької області. Населення становить 411 осіб. До 2019 орган місцевого самоврядування — Новоселівська сільська рада.

## Географія
Село Шевченка знаходиться на лівому березі річки Гайчул, вище за течією на відстані 3 км розташоване село Федорівка, нижче за течією на відстані 1 км розташоване село Новоселівка. Селом протікає балка Гірка і впадає у річку Гайчул.

## Історія
- 1870 — рік заснування села.
- 12 червня 2020 року, відповідно до Розпорядження Кабінету Міністрів України від № 713-р «Про визначення адміністративних центрів та затвердження територій територіальних громад Запорізької області», увійшло до складу Федорівської сільської громади.[1]
- 17 липня 2020 року, в результаті адміністративно-територіальної реформи та ліквідації колишнього Пологівського району (1923-2020), село увійшло до складу новоутвореного Пологівського району.[2]